# Johannes von Merz

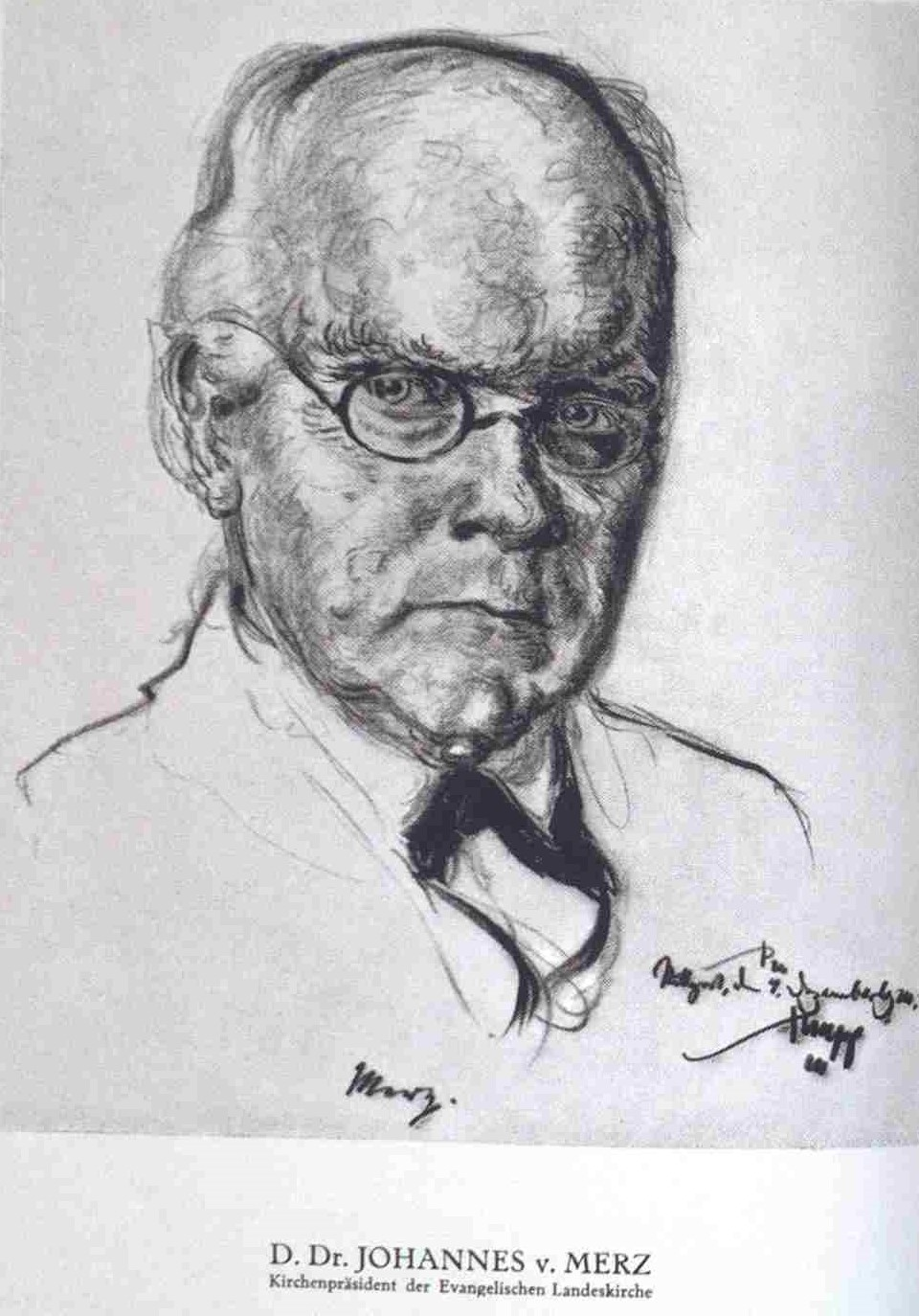
Emil Stumpp: Johannes von Merz (1926)

Johannes Merz, später von Merz (* 24. Februar 1857 in Schwäbisch Hall; † 4. Mai 1929 in Stuttgart) war ein evangelischer Theologe und Kirchenpräsident der Evangelischen Landeskirche in Württemberg.

## Leben und Beruf
Merz studierte nach der Schule Philosophie in Tübingen (wo er Mitglied der Verbindung Normannia wurde), welches er 1894 mit der Promotion zum Dr. phil. abschloss. Dann war er bis 1886 Vikar in Cannstatt, bevor er ein Jahr mit dem Reisestipendium des Deutschen Archäologischen Instituts in Italien verbrachte. 1887 wurde er Pfarrer in Ludwigsburg und ab 1894 Geistlicher Assessor beim Evangelischen Konsistorium in Stuttgart mit dem Rang und Titel eines Oberkonsistorialrats.
Nach Inkrafttreten der Verfassung für die Evangelische Landeskirche in Württemberg 1924 wurde Merz erster Kirchenpräsident der württembergischen Landeskirche. Dieses Amt übte er bis zu seinem Tod 1929 aus. Sein Nachfolger wurde Theophil Wurm, der 1933 den Titel Landesbischof annahm.

## Auszeichnungen und Ehrenämter
Von Merz erhielt 1909 die Ehrendoktorwürde der evangelisch-theologischen Fakultät der Eberhard-Karls-Universität Tübingen (D. theol. h. c.). Er hatte neben seiner hauptberuflichen Tätigkeit im Konsistorium bzw. als Kirchenpräsident auch mehrere Ehrenämter inne. So war er unter anderem ab 1895 Herausgeber des Christlichen Kunstblatts für Kirche, Schule und Haus und Vorstand des Christlichen Kunstvereins und ab 1899 Herausgeber des Allgemeinen Kirchenblattes. Er war ferner Mitglied im Ausschuss des Gustav-Adolf-Werkes in Württemberg, Delegierter bei der Ministerialabteilung für die Höheren Schulen (1899–1922), Mitglied des Disziplinargerichts für evangelische Geistliche (1911–1924) und Mitglied des Verwaltungsrats der Württembergischen Bibelanstalt. Darüber hinaus war er württembergischer Vertreter bei der Stockholmer Weltkirchenkonferenz 1925.